# Digital Radio Mondiale
Digital Rádio Mondiale (DRM, em português rádio digital mundial) é um conjunto de sets de radiodifusão sonora de rádio digital desenvolvido pelo consórcio Digital Rádio Mondiale usando as frequências e concessões outorgadas às transmissões de Amplitude Modulada (AM) e Frequência Modulada (FM) e ondas curtas. Há que destacar que nenhum país é proprietário deste sistema de rádio digital, pelo qual dito sistema tem sido desenvolvido e implementado pelo consórcio Digital Rádio Mondiale. Rádio France Internationale, TéléDiffusion de France TDF, BBC World Service, Deutsche Welle, Voice of America, Telefunken (agora Transradio) e Thomcast (agora Thomson SA) tomaram parte da formação do consórcio DRM.

## Os regulares de DRM
Os regulares são:
- DRM30, para bandas menores a 30 MHz de AM que são:

a) Onda Longa de 150 kHz a 529 kHz (LW por suas siglas em inglês de Longwave).
b) Onda Média de 530 kHz a 1710 kHz (MW por suas siglas em inglês de Mediumwave.
c) Onda Curta de 1711 kHz a 30 MHz (SW por suas siglas em inglês de Shortwave). Conseguindo assim um sinal digital completamente nítida, sem interferências, nem ruído nem desvanecimiento. Se uma emissora decide utilizar para suas transmissões o sistema de rádio digital DRM, pode transmitir seu sinal utilizando um transmissor de baixa potência e ter uma cobertura aceitável em comparação com o sistema de rádio analógico. Em muitos países, as radiodifusoras de AM têm provado este sistema de Rádio Digital Terrestre. Existindo na actualidade, muitas transmissões regulares de DRM em diferentes países.
- DRM+, aprovado em 2009[2] pela ETSI, para o espectro radial entre os 30 a 174 MHz.

O uso das bandas de radiofrequência por embaixo dos 30 MHz (onda longa, onda média e onda curta) tem diminuído continuamente ao longo dos últimos anos. A principal razão é a pobre qualidade de som que se obtém nestas bandas. Os canais utilizados para a transmissão de programas são muito estreitos: 9 kHz em onda média e onda longa, e 4.5 kHz em onda curta. A modulação de amplitude que se utilizou até nossos dias é, tecnicamente, uma modulação bastante forte e robusta, ainda que não o suficientemente eficiente.
De forma mais particular, a onda curta é muito propensa às interferências. No entanto, se utilizarmos sistemas de modulação mais sofisticados e técnicas de compressão de dados modernas, é possível conseguir realizar transmissões via rádio com uma qualidade próxima à de um CD nestas bandas de frequências. A vantagem da onda curta é sua ampla faixa e independência com respeito aos operadores por satélite ou provedores de serviços de Internet, o que joga em seu benefício.

## Desenvolvimento
Após os sistemas pioneiros desenhados e verificados como parte do projecto alemão T2M, a empresa francesa Thomcast (na actualidade com o novo nome de Thales) desenvolveu o sistema denominado “Skywave 2000”, o qual utiliza um grande número de portadoras (ao menos 47), com uma separação de 66,666 Hz. Isto proporcionava um símbolo de dados relativamente longo no tempo.
Esta técnica também se conhece como “estreitamentos para abaixo DAB”. Esta técnica tem suas origens no sistema DAB, que utilizava COFDM (multiplexación por divisão de frequência ortogonal codificada), mas, no entanto, está limitada a um largo de banda bem mais estreito. O sistema
“Skywave 2000” permite que, durante um período de transição, os sinais analógicas e digitais possam se transmitir simultaneamente.
As portadoras individuais modulam-se utilizando QAM (isto é, Modulação de Amplitude em Quadratura), ou com APSK (isto é, Codificação por Deslocação de Fase e Amplitude), onde dois sinais com uma diferença de fase de 90 graus se modulam em amplitude a diferentes níveis determinados e, a seguir, se somam. Com quatro níveis deste tipo podem conseguir-se até um total de 16 estados de modulação (ou símbolos de dados), o que faz possível uma modulação 16-QAM. Do mesmo modo, com oito níveis podem-se obter 64 estados de modulação, 64-QAM.
Em Março de 1998 constituiu-se o consórcio de Digital Rádio Mundiale, que reúne um total de 20 companhias e organizações que tentavam configurar uma linha de trabalho para criar uma estandardização internacional. O consórcio incluía grandes serviços e empresas estrangeiras de radiodifusão tais como Rádio France Internationale, TéléDiffusion de France TDF, Voice of America, Serviço Mundial da BBC, Deutsche Welle e Rádio Netherlands, bem como diferentes fabricantes de transmissores (Thales, Telefunken e Harris) e de receptores (como Sony e Sangean).
Os participantes no consórcio demoraram ao redor de um ano para chegar a um plano de acordo. Elegeu-se a técnica de transmissão COFDM, que era o método pelo que se debatiam os participantes franceses. Alguns defensores de outros sistemas, tendo como ponto de olhar a correcção e detecção de erros, também tiveram sua influência na consecução do resutlado final. O esquema de modulação principal seleccionado foi o 64-QAM, ainda que o sistema 16-QAM, que oferecia uma melhoria sobre a resistência às interferências, ainda que com o custo de uma diminuição da qualidade de som, também está disponível.
A conversão dos sinais de audio em tramas de dados digitais, também chamada “codificação fonte”, utiliza a Codificação de Audio Avançada (AAC), para a qual já existem circuitos integrados dedicados que implementam esta funcionalidade. A tecnologia AAC não deve confundir com o método Mp3, apesar do facto de que tem sido desenvolvida pela mesma instituição. No referente à compressão de dados, o sistema AAC é superior ao sistema Mp3, e está pensado especialmente para o uso de tramas de dados de baixa velocidade de transmissão, que é a demandada pelos sistemas de transmissão de largura de banda estreito sobre onda curta.
Também se utiliza a técnica denominada SBR (Spectral Band Replication, isto é, Replicação de Banda Espectral) para conseguir melhorar e aumentar ainda mais a largura de banda de audio. Em termos de radiodifusão, as frequências acima dos 6 kHz geram-se pela síntese de seus harmônicos. Isto ampla a largura de banda de audio até os 15 kHz, sem ter que transmitir a informação na faixa completa de frequências.
A ideia da transmissão simultânea de sinais analógicas e digitais na mesma frequência parece que já tem sido abandonada. Em seu lugar, reservaram-se um verdadeiro número de bandas de frequência para o sistema de Rádio Digital Mundial (RDM), de maneira que se possam evitar as interferências mútuas. Em abril de 2001, o regular RDM foi adoptado pela ITU (União Internacional de Telecomunicações) como a recomendação para seus países membros.

## Primeiras Provas em Campo
As primeiras provas no campo iniciaram-se no final do ano 2002, acoplando um receptor de onda curta modificado ao computador, o qual gera uma frequência intermediária de 12 kHz.
Requer-se este sinal para controlar o cartão de som do computador. O receptor também devia se adaptar para trabalhar com uma largura de banda de 10 kHz já que, o filtro utilizado normalmente (que tem uma largura de banda típico de 6 kHz), não permitia a passagem do sinal DRM completa.
O programa não somente descodifica a transmissão, sinal que também verifica a qualidade da recepção e devolve o relatório correspondente à equipa do RDM.

## Receptores
Por suposto, a solução final não era de receber as transmissões de RDM através de um computador. Assim, no mês de setembro do 2002, em Ámsterdam, se apresentou numa demonstração o conceito do novo receptor RDM.
Esta equipa foi desenvolvida pela companhia Coding Technologies (uma companhia surgida de um acordo de cooperação entre Suécia e Alemanha), em conjunto com a BBC e a AFG. Neste receptor, as funções que tinham sido realizadas pelo programa do computador, se realizam num módulo acrescentado.

## Equipamentos de Rádio Digital
A princípio supôs que os receptores serão bastante caros mas, após um período inicial, quando se inicie a produção em massa, se espera que os preços dos equipamentos sejam tão só “um pouco mais caros” que os receptores actuais. Os novos equipamentos devem suportar tanto os modos de transmissão digital como os de transmissão analógica, já que se requer que a transição se realize de um modo gradual. Dentro de poucos anos deixarão de emitir-se as primeiras transmissões analógicas, ainda que nos países mais pobres o tempo pode alongar-se ainda mais.
A maioria dos grandes, e muitos dos pequenos serviços de radiodifusão de onda curta, têm expressado seu interesse na RDM. Os transmissores modernos podem modificar com uma singeleza relativa para permitir que possam se realizar, a sua vez, as transmissões em RDM.
A onda média também tem experimentado um renascimento devido à melhora da qualidade de som. Aliás, em alguns casos, as empresas de radiodifusão já estão a utilizar transmissões digitais em onda média.
Funcionamento e construção:
A descodificação de sinais DRM realiza-se basicamente capturando o sinal de IF da última etapa de recepção do equipamento de rádio, geralmente de 10.7 MHz para equipamentos de dupla conversão, e 455 kHz para tripla conversão.
Este sinal deverá então ser aplicado a um conversor, que transforma o IF anterior a outro sinal de IF na faixa de 12 kHz. Este novo sinal de IF, que está dentro da faixa de sinais auditivas, aplicar-se-á então à entrada do cartão de som de um computador comum e corrente. A partir de ali, o trabalho de descodificação realizá-lo-á o software descodificador de DRM, que pode ser obtido por internet, já seja gratuitamente ou de pagamento.
Precisa-se um oscilador de 467 KHz, bem com um cristal de quarzo, ou um oscilador digital tipo AD9835 e controlado por um PIC 16F84. Já que aos 467 KHz restamos-lhe os 455 KHz da frequência intermediária do receptor e obtemos justo os 12 KHZ, para injectar ao cartão de som de nosso computador e sua posterior descodificação.
Ajuda para a construção de um receptor.
- Conversor, para a recepção do DRM™